# Psicología clínica

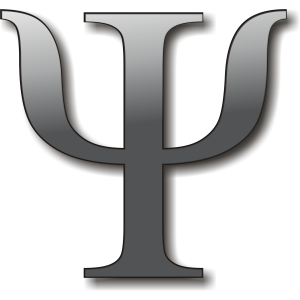
Símbolo de la psicología

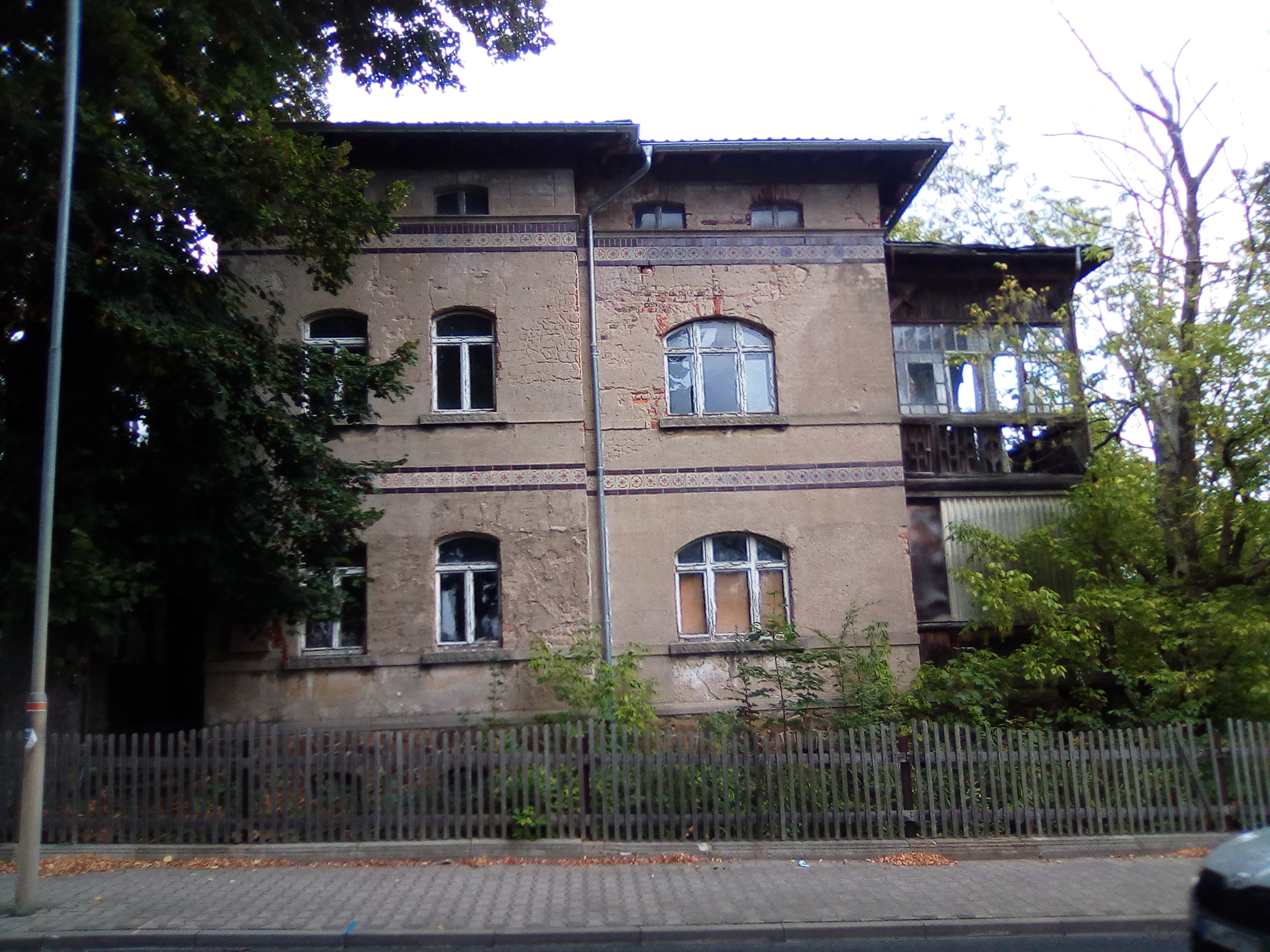
Vivienda de Wilhem Wundt, reconocido como el iniciador de la Psicología como ciencia

La psicología clínica es una rama de la psicología que se encarga de la investigación de todos los factores, evaluación, diagnóstico, tratamiento y prevención que afecten a la salud mental y a la conducta adaptativa, en condiciones que puedan generar malestar subjetivo y sufrimiento al individuo humano. 
La psicología clínica tiene algunas orientaciones teóricas primarias: terapia de la conducta, terapia cognitiva, psicoanalítica o psicodinámica, terapia humanista, terapia existencial y terapia familiar sistémica. Prácticas centrales de esta disciplina son el diagnóstico de los trastornos psicológicos y la psicoterapia, así como también la investigación, enseñanza, consulta, testimonio forense y desarrollo de programas y administración.

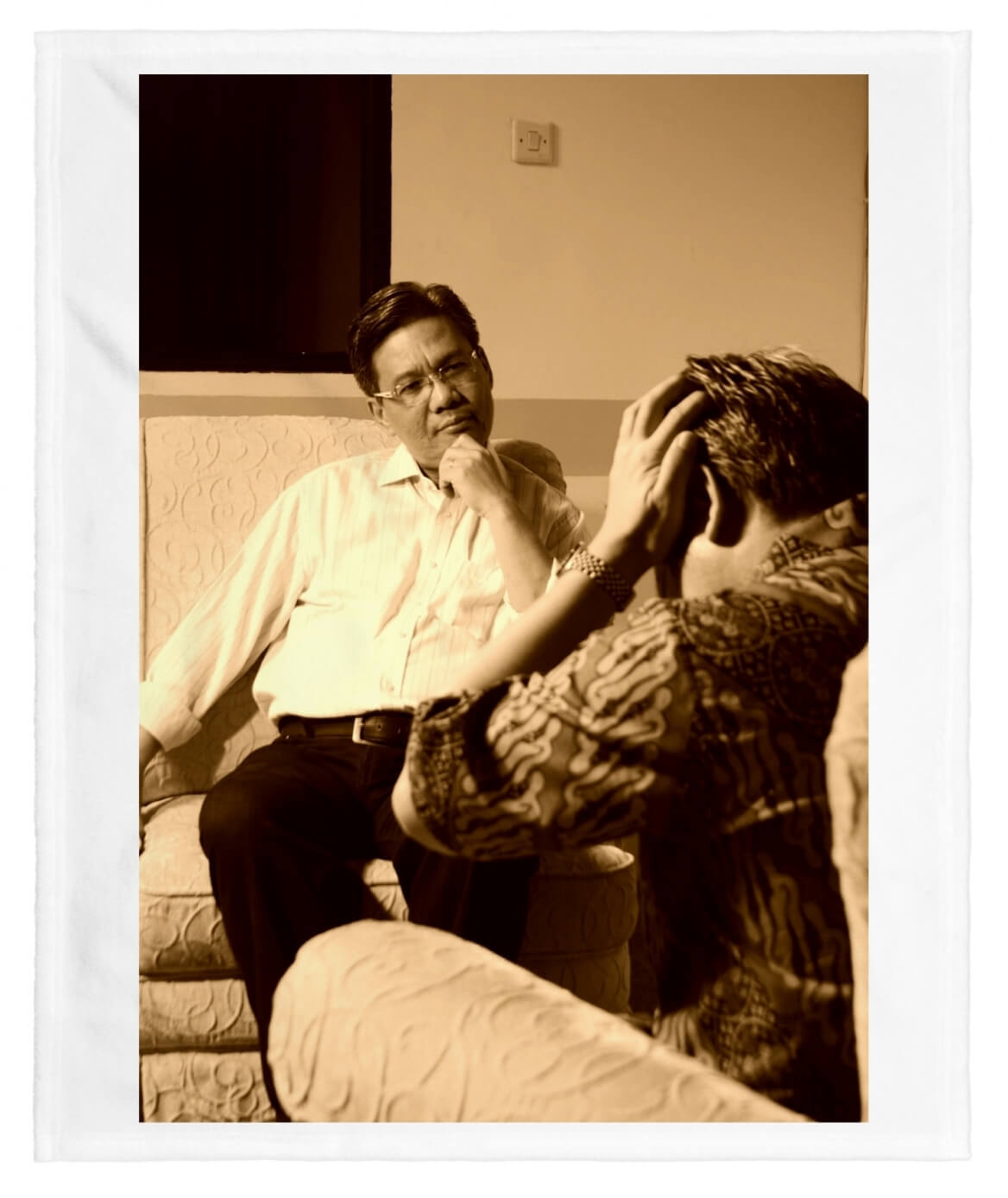
la palabra y la escucha como herramienta metodológica primordial de la psicología clínica

Se considera en Norteamérica que esta área de la psicología tuvo su inicio en el año 1896, cuando Lightner Witmer dio inicio a la primera clínica psicológica en la Universidad de Pensilvania. También se reconoce en Europa como iniciador de la psicología clínica a Sigmund Freud y su teoría del psicoanálisis, que ya en 1895 enfrentaba oposición por sus prácticas de intervención psicoterapéutica y planteamientos teóricos clínicos estructurados en tres niveles: investigación, intervención psicoterapéutica y formulación de teorías psicológicas y psicopatológicas, anticipándose a Witmer y estableciendo los criterios fundamentales de la psicología clínica aplicada; a pesar de que ambos fundadores de la psicología clínica (Freud y Witmer) incluían el tratamiento como una de sus principales funciones, lo cierto es que el psicodiagnóstico, así como la investigación, fueron los mayores indicadores de identidad del psicólogo clínico. Durante la primera mitad del siglo XX, la psicología clínica estuvo enfocada en la evaluación psicológica, con poca atención hacia el tratamiento. El apogeo de este enfoque comienza después de la década de 1940, cuando la Segunda Guerra Mundial produjo un incremento en la necesidad de clínicos capacitados.
La psicología clínica puede ser confundida con la psiquiatría, ya que generalmente tienen metas similares (por ejemplo, el alivio de trastornos mentales), pero la diferencia principal es que la formación de base de los psicólogos clínicos es la psicología (los procesos mentales, el sistema nervioso y la conducta humana) y la de los psiquiatras es la medicina (el cuerpo humano) y usa a la psicología como ciencia básica. Por otra parte, los psiquiatras, al ser médicos, están legalmente autorizados para prescribir medicamentos y hacer diagnósticos, pedir exámenes auxiliares y pruebas si sospechan de patología no emocional como el origen del sufrimiento del paciente. En la práctica los psicólogos y psiquiatras trabajan juntos en equipos multidisciplinarios junto a otros profesionales, como enfermeros,terapeutas ocupacionales y trabajadores sociales, para dar un enfoque multidisciplinar a problemas complejos que afectan a los pacientes.
Hay diversas maneras de entender el contacto con el objeto de estudio clínico. Para algunos es difícilmente observable y mensurable, por lo que se recurre de hecho a métodos cualitativos que no necesariamente cumplen con los criterios demarcadores de lo que se considera científico. Para otros, en cambio, el foco de acción debe estar dirigido siempre a la observación y el diagnóstico de la conducta, definiendo este ámbito como lo verdaderamente observable para la construcción de teoría y al tratamiento de los «trastornos» conductuales.

## Historia de la psicología clínica
Su inicio como ciencia está asociado con los orígenes mismos de la psicología, siendo la rama que ha servido de prototipo a toda la ciencia desde la segunda mitad del siglo XIX, cuando Wilhelm Wundt funda el primer Laboratorio de Psicología en Leipzig, Alemania, en el año 1879. La mayor parte de la investigación se centra en los procesos de sensación y percepción de los individuos, para encontrar evidencia consistente acerca de los problemas de la conducta humana.

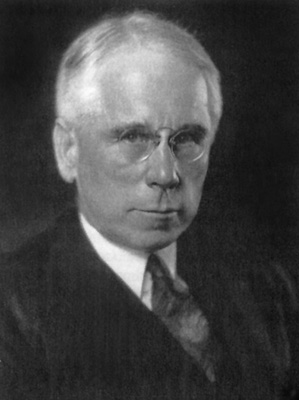
Creador de la locución «psicología clinica»

Lightner Witmer, discípulo de Wilhelm Wundt y cabeza del departamento de psicología de la Universidad de Pensilvania, utilizó la locución «psicología clínica» por primera vez en 1907 para describir la práctica que había realizado durante diez años en una clínica para niños establecida en 1896 en la Universidad de Pensilvania. Incentivó el estudio de individuos por observación y experimentación, con la intención de promover cambios. También fundó la primera revista de psicología clínica: Psychological Clinic. El llamado de Witmer para el involucramiento de los psicólogos en clínica fue de lenta aceptación, pero para 1914 había otras veintiséis clínicas psicoeducativas, solo en los Estados Unidos. Mientras Witmer se enfocó en niñas y niños con atrasos intelectuales y déficits, otras clínicas surgieron con un enfoque en malestares emocionales, y la psicología se estaba desarrollando en hospitales mentales, por cuanto psicólogos clínicos asumían puestos reconocidos hasta ese momento para psiquiatras. Los psicólogos aplicados generalmente no se abocaban a la psicoterapia, pues ella estaba en manos de médicos psiquiatras, y en cambio, se empleaban en tareas de evaluación. Esta tendencia evaluativa llegó a su máxima expresión durante la Primera Guerra Mundial, para efectos de selección de reclutas.
Los psicólogos clínicos empezaron a organizarse bajo ese nombre en 1917, con la fundación de la American Association of Clinical Psychology. Ello duró poco, pues en 1919 la Asociación Americana de Psicología desarrolló una división sobre psicología clínica. .
En Europa, los primeros psicólogos clínicos se establecieron en Gran Bretaña como reflejo de los sucesos en Estados Unidos. En Francia, una tradición europea fue fundada por el psicoanalista Daniel Lagache, que consideró a la Psicología Clínica como un área distinta a la Psiquiatría, que si bien integraría elementos propios de la psicopatología, debía entender al individuo en su totalidad más allá de la patología, pudiendo así obtener un conocimiento amplio y certero del funcionamiento psíquico y su relación con los fenómenos del sufrimiento.
En la década del 50 surge la terapia de conducta gracias al trabajo pionero de J. Dollard y N. Miller y J. Rotter. y a las labores de desarrollo y divulgación de H. J. Eysenck, J. Wolpe y A. A. Lazarus. En los años 60s se delinea la terapia etiquetada como "cognitivo-conductual" o "cognitiva" gracias a las inquietudes de Albert Ellis y Aaron T. Beck. A partir de dichas líneas eclosiona una gran cantidad de modelos y técnicas psicoterapéuticas que llegan hasta la etapa actual, en que aparecen también enfoques clínicos constructivistas ligados parcialmente a la terapia cognitiva.
En cualquier caso, la Psicología Clínica como disciplina y profesión se fundamentó en sus inicios sobre la Evaluación Psicológica, y en muchos casos era una práctica dependiente de la del Psiquiatra, con el desarrollo de la teoría y de la técnica, la Clínica evolucionó hacia el desarrollo de tratamientos y técnicas de intervención desde un paradigma propiamente psicológico, dando paso a lo que hoy en día conocemos como «psicoterapia», la cual desde una mirada actual y moderna genera sus diagnósticos y procesos psicoterapéuticos con una postura menos psicopatologicista etológica, y psiquiátrica, y mucho más desde la psicología positiva y humana, en tanto área de ejercicio propio de los psicólogos modernos, ejercicio que además está reglamentado en muchos países mediante leyes, códigos de deontología, ética y bioética.

## Campos de especialización
La psicología clínica se ha venido desarrollando a lo largo de muchas décadas y sus temas de investigación han captado el interés de gran cantidad de estudiosos del comportamiento, desde como se comentaba, la importancia que tuvo Wundt y Almi con su laboratorio en Leipzig, objetividad misma de la psicología, siendo el área de especialización preferida por la mayoría de los profesionales de la Psicología, dentro de la multitud de enfoques y elementos que se desarrollan en la Clínica, existen algunos que son principales como campos de estudio actuales en la psicología clínica:
- Psicología de familia y pareja
- Psicología Clínica de adultos
- Psicopediatría Clínica
- Neuropsicología Clínica
- Rehabilitación Neuropsicológica
- Psicopatología
- Evaluación Psicológica
- Psicoterapia en sus diversas corrientes teóricas
- Psicología Social (la psicología social no es rama de la clínica)
- Psicología comunitaria (comunitaria no es rama de psicología clínica)
- Psicología de la Salud (psicología de la salud tiene su propia división en la APA, no es parte de la clínica)
- Psicología Médica
- Psicooncología
- Psiconeuroinmunología
- Psicología Clínica Comunitaria
- Psicotraumatologia

## Tipos de psicología clínica
Durante la ramificación la profesión de la psicología, pudimos apreciar cómo dentro del área de la psicología clínica se desarrollaron distintas áreas de subestudio. Dentro de esta, podremos apreciar los siguientes tipos de psicología clínica.

### Psicología clínica comunitaria
Esta subárea de la psicología clínica estudia el comportamiento del ser humano cuando se organiza en grandes masas. En otras palabras, se dedica al comportamiento en grupo de personas. También, estudia cómo los fenómenos sociales y económicos causan inestabilidad en el entorno. Agregando, podemos decir que es un campo de especialización de la psicología en el que se privilegia una óptica analítica que considera los fenómenos de grupos, colectivos o comunidades a partir de factores sociales y ambientales, a fin de realizar acciones orientadas al mejoramiento de las condiciones de vida de la gente.
La psicología clínica comunitaria, a diferencia de otras ramas de la psicología, adopta un enfoque preventivo más que curativo. Se centra en la promoción de la salud mental y en la prevención de trastornos psicológicos mediante la creación de ambientes sociales saludables. Esto incluye iniciativas como programas de fortalecimiento del tejido social, proyectos educativos y estrategias para aumentar la resiliencia comunitaria ante desastres naturales, crisis económicas o conflictos sociales.
En este contexto, el papel del psicólogo comunitario se extiende más allá del consultorio: trabaja directamente en las comunidades, facilitando procesos de organización colectiva y fomentando habilidades que permitan a las personas enfrentar de manera eficaz los retos que afectan su bienestar. Por ejemplo, el uso de metodologías participativas, como los diagnósticos comunitarios, permite a las poblaciones identificar sus propios problemas y cocrear soluciones adaptadas a sus necesidades específicas.
Históricamente, este campo surgió como una respuesta a las limitaciones de los enfoques individualistas en la atención psicológica, particularmente en contextos donde el acceso a servicios de salud mental es limitado. Durante las décadas de 1960 y 1970, en países como Estados Unidos y Brasil, la psicología comunitaria se consolidó como una disciplina que vinculaba el bienestar psicológico con la justicia social. Inspirada por movimientos sociales y teorías críticas, buscaba desafiar sistemas opresivos y fomentar la equidad en la atención sanitaria.
Actualmente, la psicología clínica comunitaria también explora cómo las nuevas tecnologías y redes sociales influyen en los procesos grupales y en la salud mental colectiva. El uso de plataformas digitales para promover la conciencia sobre problemas sociales, organizar movimientos de apoyo mutuo y proporcionar intervención psicológica a distancia son ejemplos de cómo esta disciplina se adapta a los desafíos contemporáneos.
Además, investigaciones recientes destacan la importancia de factores culturales en las intervenciones comunitarias. Por ejemplo, en comunidades indígenas, los enfoques interculturales que integran saberes tradicionales con estrategias psicológicas contemporáneas han demostrado ser especialmente efectivos para abordar problemas como el duelo colectivo, el trauma histórico y la pérdida de identidad cultural.
Psicología de familia y pareja
Esta rama se enfoca en conocer los conflictos entre padres e hijos, y sus intersecciones. En concreto, estudia problemas entre las estructuras fundamentales de la sociedad: las familias. Iniciando desde dos personas que forman una pareja romántica o afectiva. Esta disciplina parte de la base de posicionar a las familias y/o parejas como sistemas. De esta manera analiza los comportamientos, causas, consecuencias con un enfoque metódico. Que lleva al objetivo de mejorar:
- la comunicación, y
- patrones de conducta

### Neuropsicología clínica
La neuropsicología se entiende como la rama de la psicología clínica dedicada al estudio de las psicopatologías que han dejado en el sistema nervioso central:
- lesiones
- daños
- funcionamiento subóptimo

Con el fin de corregir anomalías en los procesos:
- cognitivos
- psicológicos
- de comportamiento, y
- emocionales.

### Psicología clínica de adultos
En esta rama se utiliza la psicoterapia para detectar y poder tratar de manera adecuada las patologías de los adultos. Se logra a través de diferentes métodos psicoterapéuticos, con el fin de incentivar el crecimiento del individuo. Se encarga de la evaluación, diagnóstico y tratamiento de trastornos de la salud mental.

### Psicopediatría clínica
Esta subárea también cuenta con ramificaciones. A continuación veremos sus campos de estudio:
- Salud: Trata trastornos comunes como la depresión, ansiedad por separación de los padres, hasta casos de anorexia infantil.
- Educación: Se enfoca en el estudio de la didáctica y psicopedagogía adecuada a niños. Trabaja de la mano de profesores e instituciones.
- Jurídico: Atiende en organizaciones gubernamentales a niños con situaciones que afectan su bienestar y cuyo objeto tiene una sanción jurídica.

### Psicotraumatología
Es la integración de los recientes hallazgos en el campo de la psicología clínica y la neurociencia en la búsqueda del tratamiento y cura del Trauma Psicológico. Ha integrado la psicología con la biología y la neurociencia, desde ahí ha creado un cimiento común para los diferentes corrientes y escuelas psicológicas. Es el estudio del tratamiento del trauma y la disociación pero ha resultado ser muy eficiente para tratamientos y desórdenes que otras terapias clínicas se han mostrado muy limitados. Se considera una actualización y especialización de la psicología clínica de alta especialidad.

## Representantes
A pesar de ser en su mayoría psiquiatras de profesión, muchos de los siguientes autores pueden considerarse como los precursores de la teoría y la práctica de la Psicología Clínica como la conocemos en la actualidad.
- Sigmund Freud – Austria, 6 de mayo de 1856
- Lightner Witmer – Estados Unidos, Pensilvania, 28 de junio de 1867
- Carl Jung – Suiza, 26 de julio de 1875
- Fritz Perls – Alemania, 8 de julio de 1893
- Carl Rogers – Estados Unidos, Illinois, 8 de enero de 1902
- Viktor Frankl – Austria, 26 de marzo de 1905
- Albert Ellis – Estados Unidos, Pensilvania, 27 de septiembre de 1913
- Joseph Wolpe – Sudáfrica, 20 de abril de 1915
- Hans J. Eysenck – Alemania, 4 de marzo de 1916
- Julian B. Rotter – Estados Unidos, Nueva York, 22 de octubre de 1916
- Aaron T. Beck – Estados Unidos, Rhode Island, 18 de julio de 1921

## Campos de la psicología clínica
Unidades de Atención Psicológica Infantil
Centros de Salud Mental (tratamiento extrahospitalario)
Hospitales de Día (estructura intermedia)
Unidades de Salud Mental de Hospital General
Clínicas de Trauma Psicológico
Primeros Auxilios Psicológicos